# Aërico
 (août 2023).
L'Aërico est un lutin solitaire qui vit dans les arbres d'Albanie, appréciant tout particulièrement les très vieux cerisiers. D'essence maléfique, il défend férocement son arbre contre quiconque l'approche de trop près. Sa haine des humains est si forte que la simple approche de l'ombre d'un arbre d'Aërico peut engendrer des gonflements des mains, des pieds et même des organes génitaux masculins pouvant s'avérer très douloureux. 
De nos jours, excepté dans les régions rurales de l'Albanie où subsistent encore une certaine tradition orale des légendes, ce mythe est plutôt éteint. Les gonflements des mains et des jambes étaient fort probablement des cas d'éléphantiasis, qui était une maladie peu connue à l'époque en Europe.